# Oecetis oecetinellae
Oecetis oecetinellae är en nattsländeart som beskrevs av Wolfram Mey 1990. Oecetis oecetinellae ingår i släktet Oecetis och familjen långhornssländor. Inga underarter finns listade i Catalogue of Life.